# Marilyn Bendell
Marilyn Bendell (Grand Ledge, 19 de setembro de 1921 - Santa Fé, 18 de maio de 2003) foi uma pintora impressionista estadunidense, conhecida por seu trabalho de retratar em tela os povos nativos do país, em especial na região do Novo México. 
Nascida no estado do Michigan, em 1921, Marilyn estudou para ser pianista profissional, porém aos 17 anos ela resolveu se dedicar à pintura, matriculando-se na American Academy of Art, em Chicago. Teve também aulas particulares com o pintor Arnold E. Turtle (1892–1954). Foi membro da Associação de Galerias de Chicago, eleita para a Royal Society for the Encouragement of the Arts, em 1965. 
Mudando-se para Longboat Key, Flórida, em 1953, dirigiu uma escola de arte no loca, junto de seu marido, o também pintor George Burrows. As principais obras de Marilyn neste período eram composições, estilo de vida e arte abstrata.
Em 1983, Marilyn se mudou para Nambé Pueblo, no Novo México, alguns quilômetros de distância de Santa Fé, dando aulas particulares de pintura e arte até 1993. Sem mais alunos por vontade própria, ela se dedicou exclusivamente à pintura, principalmente impressionista, captando as paisagens das planícies do Novo México e homens, mulheres e crianças de várias tribos nativos-americanos da região.

## Morte
Marilyn morreu em sua casa, de causas naturais, em 18 de maio de 2003, em Santa Fé. Ela morava sozinha, desde o falecimento do marido, com seus cães e seus quadros. Seu filho, David Hyams, também é pintor.